# Седљацка Дубова
Седљацка Дубова (слч. Sedliacka Dubová) насељено је мјесто са административним статусом сеоске општине (слч. obec) у округу Долни Кубин, у Жилинском крају, Словачка Република.

## Становништво
| Година:    | 1994. | 2004.   | 2014.   | 2024.   |
| ---------- | ----- | ------- | ------- | ------- |
| Број људи: | 506   | 504     | 516     | 536     |
| Разлика:   |       | -0,39 % | +2,38 % | +3,87 % |

| Година:    | 2023. | 2024.   |
| ---------- | ----- | ------- |
| Број људи: | 533   | 536     |
| Разлика:   |       | +0,56 % |

Према подацима о броју становника из 2011. године насеље је имало 516 становника.